# FlatOut: Ultimate Carnage
FlatOut: Ultimate Carnage je třetím pokračováním úspěšné závodní počítačové hry ze série FlatOut pro PC. Hra původně měla být určena jen pro Xbox 360, ale nakonec s mírným zpožděním vyšla i pro PC, v Evropě byla vydána 1. srpna 2008.
V základu se hra oproti předchůdci příliš neliší. Na první pohled zaujme celkově vylepšená grafika – propracovanější tratě s 8 000 zničitelnými objekty (FlatOut 2 měl 5 000), auta sestavená z 20 000 polygonů (FlatOut 2 jen 7 500), nové dynamické stínování a autoři též výrazně zlepšili efekty slunce a vodní hladiny. Další nezanedbatelnou novinkou je zvýšení počtu jezdců z 8 na 12, což má velmi velký vliv na množství bouraček a kolizí vozidel na trati, neboť se závody odehrávají ve většině případů na stejných tratích jako u předchozího dílu.

## Carnage mód
Další inovace oproti předchozím dílům je tzv. Carnage mód. Na běžných tratích jezdíte sami a plníte úkoly jako třeba závod s časem nebo speciální derby závody po jejichž splnění získáváte peníze a za ně nová, většinou bonusová auta a bonusové tratě.

## Vozidla
Ve hře je k dispozici 50 vozidel, které si musíte odemknout přes mód kariéry. Vozidla jsou rozdělena do tří tříd – Derby, Race a Street. Pro každé vozidlo lze vybírat z několika barevných kombinací a vůz je možné rozsáhle upravovat pomocí různých tuningových kitů.
Většina vozidel je stejná jako ve FlatOut 2, včetně bonusových aut. Všechna vozidla jsou ale oproti předchozímu dílu inovovaná a s lepší grafikou.

### Derby
- Chili – nejlevnější, malé a hbité auto s motorem vzadu a na rozdíl od verze ve FlatOut 2, s pohonem zadních kol. Řídí Sofia Martinez
- Malice – auto na způsob Fordu Mustang, jen výrazně slabší. Řídí Ray Carter
- Roamer – menší, ale těžkopádný pick-up. Řídí Sally Taylor
- Shaker – auto střední velikosti, jedno z nejlepších aut v kritériu cena/výkon. Řídí Jason Walker
- Blaster XL – téměř nezničitelný obrovský offroad. Řídí Frank Malcov
- Banger – malé sportovní auto, oproti verzi ve FlatOut 2 je ale pomalejší. Řídí Jack Benton
- Spliter – jediné auto s pohonem předních kol ve třídě Derby. Řídí Jill Richards
- Switchblade – velké retro kupé, složitější na ovládání. Řídí Katie Jackson
- Venom – silné auto typu GranTurismo. Řídí Lewis Duran
- Bonecracker (Nové oproti FlatOut 2) – vylepšený Switchblade. Řídí Curtis Wolfe
- Grinder (Nové oproti FlatOut 2) – nejrychlejší a nejdražší ze skupiny Derby . Řídí Lei Bing

### Race
- CTR – nejlevnější malé auto ve stylu kupé a pohonem předních kol. Řídí Sofia Martinez
- Boxer – auto ve stylu Plymouthu Duster. Řídí Curtis Wolfe
- Mad Rash – auto inspirováno Oldsmobilem 442 ve stylu kupé s celkem těžkopádným ovládáním. Řídí Jill Richards
- Nevada – robustní auto s karoserií pick-up. Řídí Frank Malcov.
- Lancea – hbité kupé italského stylu. Řídí Katie Jackson
- Fortune – kupé s motorem vzadu, ale s předním pohonem a snadnou ovladatelností. Řídí Jack Benton. Ve třídě Stunt je Fortune Starflight.
- Daytana – výrazně změněné (lepší akcelerace) oproti verzi ve Flatoutu 2. Inspirováno Chevroletem Camaro z roku 1987. Řídí Lewis Duran
- Bullet – rychlé retro kupé, s obtížnějším ovládáním. Řídí Jason Walker.
- Lentus – auto karoserie pick-up. Velmi robustní a zároveň rychlé. Řídí Sally Taylor
- Ventura – velmi rychlé retro kupé s obtížným ovládáním. Řídí Ray Carter
- Insetta – nejdražší a nejlepší auto ve třídě Race s karoserií sedan. Je 5 nejrychlejší auto ve hře. Řídí Lei Bing

### Street
- Chili Pepper – moderní verze auta Chili ze třídy Derby. Obtížnější na ovládání. Řídí Katie Jackson
- Scorpion – moderní verze auta Shaker ze třídy Derby. Řídí Ray Carter
- Insetta Sport – modernější verze auta Insetta ze třídy Race, oproti verzi ve FlatOut 2 výrazněji upraveno. Řídí Lei Bing
- Crusader – retro pick-up. Řídí Frank Malcov
- Sparrowhawk – muscle car s obtížným ovládáním. Řídí Lewis Duran
- CTR Sport – modernější verze auta CTR ze třídy Race.
- Vexter XS – sportovní sedan s předním pohonem a slušnou ovladatelností.
- Speedshifter – modernější verze auta Switchblade. Řídí Curtis Wolfe
- Canyon – obrovský a rychlý pick-up. Řídí Sofia Martinez
- Terrator – modernější verze auta Splitter ze třídy Derby, ale se zadním pohonem. Řídí Jill Richards
- Sunray – nejrychlejší kupé s předním pohonem. Řídí Jack Benton
- Speedevil – modernější verze auta Venom ze třídy Derby. Řídí Jason Walker
- Road King – 2. nejrychlejší auto typu Ford Mustang. Řídí Sally Taylor
- Bullet GT – nejrychlejší auto ve hře ve stylu retro muscle car

## Hráči
Ve FlatOutu Ultimate Carnage jsou tito hráči:

### Sofia Martinez
- Hodnocení ve hře: Opravdový profík s ledově klidným sebeovládáním. Sofia je hrdá na to, jak bezchybně umí projíždět tratě, a nenechá se zatahovat do nějakých strkanic a vyřizování účtů kdo s koho.
- Auta: Chili, CTR, Canyon
- Barva: Světle šedá
- Schopná závodnice, která se umísťuje na předních pozicích

### Jason Walker
- Hodnocení ve hře: Agresivní a nepředvídatelný jezdec, který se na trati s nikým nemazlí a řeže to hlava nehlava. Kromě toho opravdu umí závodit a nepříjemně šlapat na paty i těm nejlepším.
- Auta: Shaker, Bullet, Speedevil
- Barva: Tmavě šedá
- Ve skutečnosti není tak agresivní a celkově průměrný jezdec

### Jack Benton
- Hodnocení ve hře: Současná závodnická jednička. Jackovy schopnosti, vznětlivá povaha a ochota riskovat nenechávají nikoho na pochybách, že jeho výsostné postavení jen tak nikdo neohrozí.
- Auta: Fortune, Banger, Sunray
- Barva: Žlutá
- Nejschopnější mužský závodník

### Sally Taylor
- Hodnocení ve hře: Veselá povaha, která si s vyhroceným soupeřením hlavu neláme. Ostatní ji považují za dobrou duši pelotonu, jenom jí nesmí moc promáčknout autíčko, to se hned začne čertit.
- Auta: Roamer, Lentus, Road King
- Barva: Růžová
- Spíše slabší závodnice, ale schopná v derby závodech

### Katie Jackson
- Hodnocení ve hře: Dříve prezident klubu svátečních řidičů, poté zoufalec trávící čas v zácpách, dnes řízné děvče balancující na okraji psychického zhroucení. Když ji chytne rapl a usedne za volant, radši jí nechoď na oči.
- Auta: Switchblade, Lancea, Chili Pepper
- Barva: Světle červená
- Velmi agresivní a nepředvídatelná řidička, která je schopná jak vyhrát závod, tak dojet poslední

### Ray Carter
- Hodnocení ve hře: Klidný jezdec, kterému rozhodně neschází talent, ale někdy se zdá, že je mu šumafuk, jestli vyhraje nebo prohraje. Rád opravuje stará auta, takže umí připravit pojízdnou káru z kdejaké vrzající rachotiny.
- Auta: Malice, Ventura, Scorpion
- Barva: Světle modrá
- Slabší jezdec, který často jezdí jako poslední

### Frank Malcov
- Hodnocení ve hře: Veterán, který prožíval své zlaté časy v úplně jiné době a havárií měl tolik, že se to ani nedá spočítat. Dnes je to podivín, výkonnostně dávno za zenitem, ale stále snící svůj sen o návratu na výsluní.
- Auta: Blaster XL, Nevada, Crusader
- Barva: Tmavě modrá
- Řidič, který zničí a zbourá vše, co může. Většinou spíše podprůměrný, ale vyniká v závodech derby.

### Lei Bing
- Hodnocení ve hře: Divoká a temperamentní Lei Bing získala své první závodnické zkušenosti na ilegálních závodech v černých horách. Jedná se o velmi všestrannou závodnici, kterou rozhodně není radno podceňovat.
- Auta: Grinder, Insetta, Insetta Sport
- Barva: Tmavě červená
- Nejschopnější ženská závodnice, která často vyhrává

### Lewis Duran
- Hodnocení ve hře: Lewis má neuvěřitelné rychlé reflexy, avšak postrádá celkový nadhled nad průběhem závodu. Není těžké ho předjet, ale občas se ti dokáže objevit za zadkem ve chvílích, kdy bys to očekával a hlavně potřeboval za všeho nejméně.
- Auta: Venom, Daytana, Sparrowhawk
- Barva: Béžová
- Nevyzpytatelný a spíše podprůměrný řidič

### Jill Richards
- Hodnocení ve hře: Bývalá kytarová hvězda a aktuální závodník. Stejně jako na podiu je Jill agresivní, výbušná a horkokrevná. Což je však někdy na škodu. Chybí jí totiž cit pro ideální řešení jistých… „situací“í.
- Auta: Splitter, Mad Rash, Terrator
- Barva: Fialová
- Ve třídě Derby velmi schopná závodnice, která je později spíše průměrná

### Curtis Wolfe
- Hodnocení ve hře: Agresivní a lačný po úspěchu. Co na Curtisovi všichni obdivují, je jeho schopnost vypořádat se s nepřízní osudu a vylízat se i z těch nezáviděníhodnějších situací. Dávej si na něho pozor!
- Auta: Bonecracker, Boxer, Speedshifter
- Barva: Černá
- Ve třídě Derby schopný závodník, která je později spíše průměrný